# Тункара, Алиу
Алиу́ Тунка́ра (фр. Aliou Tounkara; англ. Aliu Tunkara; 2 сентября 1960, г. Кати, Мали) — российский общественный деятель и филантроп, малийский политик. Крупнейший организатор жизни африканской диаспоры в России, основатель (1999) и руководитель ассоциации «Африканское Единство» (Санкт-Петербург), член Центрального бюро Высшего совета малийцев зарубежья (Haut conseil des Maliens de l’exterieur).
С 2020 года — депутат парламента Республики Мали.

## Биография
Родился в городе Кати близ Бамако, затем его семья жила в городе Мопти. Уже в ранние школьные годы проявлял лидерские способности и личную ответственность, поэтому его всегда выбирали старостой класса. Дед Алиу имел медицинское образование и работал медбратом, отец — префектом. С детства Алиу много читал — французскую классику, франкоязычную литературу Африки, переводы русской классической литературы.
В 1989 году окончил Санкт-Петербургский политехнический университет Петра Великого по специальности «Электрические машины», в 1996 — Санкт-петербургский госуниверситет по специальности «Экология и рациональное использование природных ресурсов», в 2000 — Санкт-петербургский политехнический университет по специальности «Экономист-менеджер».
В начале 1990-х годов занялся бизнесом, основав в Санкт-Петербурге коммерческую фирму. Попробовав себя в торговле и развлекательной индустрии, в 2007 году открыл на ул. Маяковского бар «Баобаб».
С 2002 года — активный участник традиционных конференций кафедры африканистики СПбГУ «Ольдероггевские чтения». Один из резонансных докладов Алиу Тункары был посвящён истории африканской диаспоры в Санкт-Петербурге (2009). В мае 2020 года принял участие в международном круглом столе «Африка — это книга», проведённом Библиотекой иностранной литературы и интернет-телеканалом TVNauka. Осенью 2020 года принял участие в проекте «Словарь культуры XXI века», как автор одной из статей Словаря об интересных лексемах в языках Республики Мали.

## Общественная деятельность

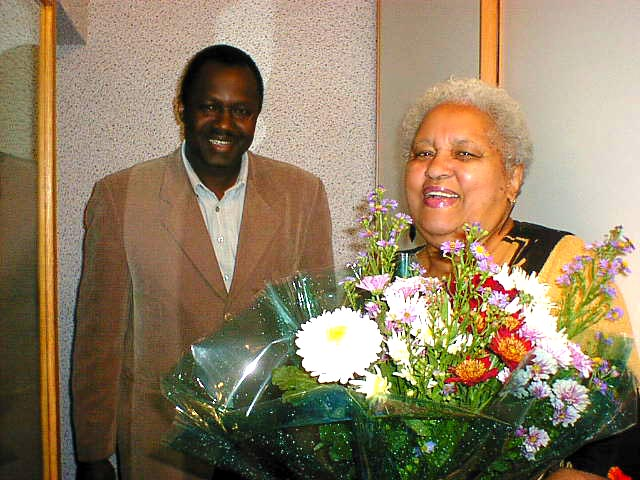
Алиу Тункара и Лили Голден. Москва, 1 мая 2005. Фото Игоря Сида

Уже в 1980-х годах, во время учёбы в санкт-петербургском политехе, занимался общественной деятельностью — вёл активную работу по консолидации африканских землячеств Санкт-Петербурга. В том числе, организовывал празднование ежегодного традиционного Дня освобождения Африки в Санкт-Петербурге и ежегодный городской чемпионат Африки по футболу, в котором принимали участие африканские студенты и мигранты — из 24 стран континента. Со временем Администрация Санкт-Петербурга стала поддерживать эти программы.
В начале 1990-х, основав в Санкт-Петербурге собственную коммерческую фирму, Алиу создал при ней первый в России приют для бездомных африканцев. Организовывал совместно с санкт-петербургским ОВД силами членов африканской диаспоры лекционную программу для милиционеров об Африке, направленную, помимо просветительской цели, на социализацию петербургских африканцев и улучшение их взаимопонимания с представителями власти.
В конце 1999 года совместно с активистами из разных африканских диаспор Петербурга Алиу учредил общественную организацию «Африканское единство». Организация долгие годы успешно сотрудничала с государственными структурами, в том числе с мэрией Санкт-Петербурга. В том числе, в 2005 году «Африканское Единство» участвовало в создании Санкт-Петербургского Дома национальностей, вошло в него как представительство африканских диаспор города, и принимает активное участие во всех его программах.
В своих проектах Алиу сотрудничал с редакцией портала африканских проектов Africana.ru, с известными африканистами, борцами с расизмом Николаем Гиренко и Лили Голден, художником Фофой (Кристофом Жан-Мишелем) Рабеаривело (Мадагаскар), преподавателями Восточного факультета СПбГУ — Валенсом Манирагеной (Руанда) и другими.
В 2011 году создал в Бамако общественную организацию «Российский Дом в Африке» (Maison russe d’Afrique), занимающуюся развитием связей с Россией. В частности, в 2014 году «Российский Дом в Мали» стал соорганизатором футбольного чемпионата в Санкт-Петербурге «Кубок Набутова» с участием команды из Мали. Соорганизатором с российской стороны выступил Международный многопрофильный консорциум «Наше Дело» (президент Анатолий Емец).
С 2015 года член Центрального бюро Высшего совета малийцев зарубежья (Haut conseil des Maliens de l’exterieur).
В 2021 году выступил, совместно с профессором Университета Шейха Анты Диопа (Дакар) Боли Каном, координатором маршрута в Западную Африку (Сенегал/Мали) российской фольклорной экспедиции «Африка Пушкина».
В 2022 году в партнёрстве с Россотрудничеством учредил негосударственную организацию «Русский Дом в Мали» (organisation non étatique "Maison russe au Mali"), миссией которой является развитие сотрудничества двух стран в области науки, образования, здоровья, спорта и других областях. Является президентом организации.

## Политическая деятельность
Алиу Тункара — постоянный активный участник международных саммитов в гуманитарных областях: в том числе, во всемирной конференции по борьбе с расизмом в Дурбане (ЮАР), всемирном Форуме африканцев и людей африканского происхождения в г. Бриджтаун (Барбадос), европейском семинаре по проблемам межнациональных отношений в Страсбурге (Франция), встрече учёных мира по проблемам Африки в Рио-де-Жанейро (Бразилия), конференции ОБСЕ в Бухаресте (Румыния), телевизионных ток-шоу на тему межэтнических отношений.
3 декабря 2020 года, победив на выборах в Республике Мали, стал депутатом национального парламента.

## Признание
В 2016 году Алиу Тункара включён американским исследователем Р. А. Й. Холу (Roland A. Holou), автором монографии «The Most Influential Contemporary African Diaspora Leaders», в число наиболее влиятельных лидеров африканской диаспоры в мире.